# Бреза (Наместово)
Бреза (слч. Breza) насељено је мјесто са административним статусом сеоске општине (слч. obec) у округу Наместово, у Жилинском крају, Словачка Република.

## Становништво
| Година:    | 1994. | 2004.   | 2014.   | 2024.   |
| ---------- | ----- | ------- | ------- | ------- |
| Број људи: | 1396  | 1513    | 1604    | 1639    |
| Разлика:   |       | +8,38 % | +6,01 % | +2,18 % |

| Година:    | 2023. | 2024.   |
| ---------- | ----- | ------- |
| Број људи: | 1636  | 1639    |
| Разлика:   |       | +0,18 % |

Према подацима о броју становника из 2023. године насеље је имало 1.636 становника.